# Bezzia lophophora
Bezzia lophophora är en tvåvingeart som beskrevs av Clastrier 1988. Bezzia lophophora ingår i släktet Bezzia och familjen svidknott.
Artens utbredningsområde är Guinea. Inga underarter finns listade i Catalogue of Life.